# Tom Novy
Tom Novy, właściwie Thomas Reichold (ur. 10 marca 1970 w Kaufbeuren) – niemiecki DJ i producent muzyczny, grający house, trance i progressive house. Pochodzi z Monachium. Jest autorem kilku przebojów muzyki klubowej, w tym „Without Your Love” i „Your Body”. Novy zajął się produkcją muzyczną na przełomie 1994 i 1995 roku, kiedy podpisał kontrakt z Kosmo Records na jego pierwszy utwór – „I House U”, cover utworu Jungle Brothers z własnymi słowami.

## Dyskografia

### Albumy
- 2000 – „My Definition”
- 2006 – „Superstar”

### Single

#### Jako Tom Novy
- 1995 – „I House U”
- 1996 – „The Odyssey” (feat. Afrika Islam i Vicky Culhoun)
- 1997 – „Creator” (feat. Oliver Morgenroth)
- 1999 – „I Rock” (feat. Adrian Misiewicz and Virginia) – #55 UK
- 2000 – „Now Or Never” (feat. Adrian Misiewicz and Lima) – #64 UK
- 2000 – „My Definition EP”
- 2000 – „Welcome To The Race” (feat. Adrian Misiewicz and Lima)
- 2000 – „Music Is Wonderful” (feat. Adrian Misiewicz and Lima)
- 2001 – „Back To The Streets”
- 2002 – „It's Over” (feat. Sabrynaah Pope)
- 2003 – „Loving You” (feat. Adrian Misiewicz)
- 2003 – „Without Your Love” (feat. Adrian Misiewicz and Lima) – #80 AUS
- 2004 – „Your Body” (feat. Adrian Misiewicz and Michael Marshall) – #10 UK, #36 AUS
- 2005 – „Take It (Closing Time)” (feat. Adrian Misiewicz, Jan Krause and Lima) – #31 UK, #54 AUS
- 2006 – „Unexpected” (feat. Adrian Bahil and Robin Felder)
- 2007 – „My House” (feat. Adrian Bahil and Michael Marshall)
- 2008 – „Runaway” (with Abigail Bailey)
- 2009 – „My City Is My Lab” (feat. Sandra Nasić)
- 2010 – „Now or Never”

#### Jako Novy vs. Eniac
- 1998 – „Smoke Dis”
- 1998 – „Superstar” – #32 UK, #68 AUS
- 1998 – „Someday > Somehow” (feat. Virginia)
- 1999 – „Pumpin” – #19 UK